# روان‌شناسی شخصیت
روان‌شناسی شخصیت اندیشه‌ها، احساس‌ها و رفتارهایی را بررسی می‌کند که سبک منحصر به فرد تک تک انسان‌ها برای ارتباط با دنیا را تشکیل می‌دهند. آن‌ها به تفاوت‌های شخصی علاقه‌مند هستند و تلاش می‌کنند تا همهٔ فرایندهای روان‌شناختی را با یکدیگر ترکیب و ادغام کنند و از کل شخص، یک توضیح منسجم را ارائه دهند.